# ATP Finals 2017 – mužská čtyřhra
Mužská čtyřhra ATP Finals 2017 probíhala v polovině listopadu 2017. Do deblové soutěže londýnského Turnaje mistrů nastoupilo osm nejlepších párů v klasifikaci žebříčku ATP Race. Obhájcem titulu byl finsko-australský pár Henri Kontinen a John Peers.
Brazilec Marcelo Melo si po první výhře, v páru se světovou dvojkou Łukaszem Kubotem, zajistil podruhé v kariéře konečnou pozici světové jedničky na deblovém žebříčku ATP.
Vítězství obhájili druzí nasazení Henri Kontinen s Johnem Peersem, kteří ve finále za 70 minut zdolali polsko-brazilské turnajové jedničky Łukasze Kubota s Marcelem Melem po dvousetovém průběhu 6–4 a 6–2. Oba šampioni si do žebříčku ATP připsali 1 300 bodů a získali desátou společnou trofej. Kontinen vybojoval osmnáctý deblový titul na okruhu ATP Tour a pro Peerse to bylo šestnácté takové turnajové vítězství. Naposledy před nimi se podařilo trofej ze závěrečného turnaje roku obhájit bratrům Bobu a Mikeovi Bryanovým po triumfech v letech 2003 a 2004.

## Nasazení párů
1. Łukasz Kubot /  Marcelo Melo (finále, 800 bodů, 262 000 USD/pár)
2. Henri Kontinen /  John Peers (vítězové, 1 300 bodů, 450 000 USD/pár)
3. Jean-Julien Rojer /  Horia Tecău (základní skupina, 0 bodů, 94 000 USD/pár)
4. Jamie Murray /  Bruno Soares (semifinále, 400 bodů, 166 000 USD/pár)
5. Bob Bryan /  Mike Bryan (základní skupina, 200 bodů, 130 000 USD/pár)
6. Pierre-Hugues Herbert /  Nicolas Mahut (základní skupina, odstoupili, 200 bodů, 107 000 USD/pár)
7. Ivan Dodig /  Marcel Granollers (základní skupina, odstoupili, 0 bodů, 71 000 USD/pár)
8. Ryan Harrison /  Michael Venus (semifinále, 600 bodů, 202 000 USD/pár)

## Náhradníci
1. Oliver Marach /  Mate Pavić (nahradili Dodiga s Granollersem, základní skupina, 200 bodů, 72 000 USD/pár)
2. Raven Klaasen /  Rajeev Ram (nahradili Herberta s Mahutem, základní skupina, 0 bodů, 36 000 USD/pár)

## Soutěž
| Legenda                                                       |                                                                        |                                                   |
| - Q – kvalifikant - WC – divoká karta - LL – šťastný poražený | - Alt – náhradník - SE – zvláštní výjimka - PR/SR – žebříčková ochrana | - w/o – bez boje - r – skreč - d – diskvalifikace |

### Finálová fáze
|  | Semifinále | Semifinále                | Semifinále                | Semifinále | Semifinále |                             |                           | Finále | Finále | Finále | Finále | Finále |
|  |            |                           |                           |            |            |                             |                           |        |        |        |        |        |
|  | 4          | Jamie Murray Bruno Soares | 62                        | 2          |            |                             |                           |        |        |        |        |        |
|  | 2          | Henri Kontinen John Peers | 7                         | 6          |            |                             |                           |        |        |        |        |        |
|  | 2          | Henri Kontinen John Peers | 7                         | 6          |            | 2                           | Henri Kontinen John Peers | 6      | 6      |        |        |        |
|  |            |                           |                           |            |            | 2                           | Henri Kontinen John Peers | 6      | 6      |        |        |        |
|  |            | 1                         | Łukasz Kubot Marcelo Melo | 4          | 2          |                             |                           |        |        |        |        |        |
|  | 8          | 1                         | Łukasz Kubot Marcelo Melo | 4          | 2          | Ryan Harrison Michael Venus | 1                         | 4      |        |        |        |        |
|  | 8          |                           |                           |            |            | Ryan Harrison Michael Venus | 1                         | 4      |        |        |        |        |
|  | 1          | Łukasz Kubot Marcelo Melo | 6                         | 6          |            |                             |                           |        |        |        |        |        |

### Skupina Woodbridge a Woodforda
|       |                                                       | Kubot Melo                            | Murray Soares                    | Bryan                        | Dodig Granollers Marach Pavić         | Zápasy  | Sety                  | Hry                        | Pořadí |
| 1.    | Łukasz Kubot Marcelo Melo                             |                                       | 2–6, 4–6                         | 6–4, 6–3                     | 7–6(7–2), 6–4 (vs./ Dodig/Granollers) | 2–1     | 4–2 (66,7 %)          | 31–29 (51,7 %)             | 2      |
| 4.    | Jamie Murray Bruno Soares                             | 6–2, 6–4                              |                                  | 5–7, 7–6(7–3), [8–10]        | 6–1, 6–1 (vs./ Dodig/Granollers)      | 2–1     | 5–2 (71,4 %)          | 36–22 (62,1 %)             | 1.     |
| 5.    | Bob Bryan Mike Bryan                                  | 4–6, 3–6                              | 7–5, 6–7(3–7), [10–8]            |                              | 4–6, 4–6 (vs./ Marach/Pavić)          | 1–2     | 2–5 (28,6 %)          | 29–36 (44,6 %)             | 3.     |
| 7. 9. | Ivan Dodig Marcel Granollers Oliver Marach Mate Pavić | 6–7(2–7), 4–6 (vs./ Dodig/Granollers) | 1–6, 1–6 (vs./ Dodig/Granollers) | 6–4, 6–4 (vs./ Marach/Pavić) |                                       | 0–2 1–0 | 0–4 (0 %) 2–0 (100 %) | 12–25 (32,4 %) 12–8 (60 %) | X 4.   |

### Skupina Eltingha a Haarhuise
|        |                                                              | Kontinen Peers                      | Rojer Tecău                                | Herbert Mahut Klaasen Ram                  | Harrison Venus                             | Zápasy  | Sety                    | Hry                         | Pořadí |
| 2.     | Henri Kontinen John Peers                                    |                                     | 7–6(7–3), 7–6(8–6)                         | 2–6, 6–1, [10–8] (vs./ Klaasen/Ram)        | 4–6, 6–7(8–10)                             | 2–1     | 4–3 (57,1 %)            | 33–32 (50,8 %)              | 2.     |
| 3.     | Jean-Julien Rojer Horia Tecău                                | 6–7(3–7), 6–7(6–8)                  |                                            | 6–1, 6–7(7–9), [8–10] (vs./ Herbert/Mahut) | 3–6, 6–7(5–7)                              | 0–3     | 1–6 (14,3 %)            | 33–36 (47,8 %)              | 3.     |
| 6. 10. | Pierre-Hugues Herbert Nicolas Mahut Raven Klaasen Rajeev Ram | 6–2, 1–6, [8–10] (vs./ Klaasen/Ram) | 1–6, 7–6(9–7), [10–8] (vs./ Herbert/Mahut) |                                            | 7–6(7–4), 4–6, [5–10] (vs./ Herbert/Mahut) | 1–1 0–1 | 3–3 (50 %) 1–2 (33,3 %) | 20–25 (44,4 %) 7–9 (43,8 %) | X 4.   |
| 8.     | Ryan Harrison Michael Venus                                  | 6–4, 7–6(10–8)                      | 6–3, 7–6(7–5)                              | 6–7(4–7), 6–4, [10–5] (vs./ Herbert/Mahut) |                                            | 3–0     | 6–1 (85,7 %)            | 39–30 (56,5 %)              | 1.     |